# Judiskt hem
Judiskt hem (hebreiska: הבית היהודי) är ett parti i Israel, bildat i november 2008 av politiker tillhörande den tidigare borgerliga valkoalitionen Halkhud HaLeumi - Mafdal. Förste partiledare var rabbi Daniel Hershkovitz, i november 2012 efterträdd av Naftali Bennett.

## Historia
Judiskt hem bildades som samarbete mellan tre mindre högerpartier: Mafdal, Moledet och Tkuma. De två sistnämnda hoppade dock snart av och i princip återstod endast valbara kandidater för nationalreligiösa partiet Mafdal inför parlamentsvalet den 10 februari 2009. Judiskt hem fick 3 % av rösterna, tre mandat i Knesset och tog även plats i Benjamin Netanyahus regering, där partiledaren Daniel Hershkowitz blev minister med ansvar för vetenskap, teknologi och rymdfrågor. 
I november 2012 valdes Naftali Bennett till ny partiledare. Han lyckades få Tkuma och några kandidater från Moledet att åter ansluta sig till partiet inför valet 2013 där Judiskt hem blev fjärde största parti med 9,12 % av rösterna och 12 mandat i Knesset. 
I Knessetvalet i Israel 2015 gick partiet tillbaka, fick 6,41 % av rösterna och miste fyra platser i Knesset. Partiet fick tre ministrar i Netanyahus nya regering: Partiledaren Naftali Bennett blev utbildningsminister, vice partiledaren Ayelet Shaked justitieminister och Uri Ariel jordbruksminister. I december 2018 meddelade de två förstnämnda att de lämnade Judiskt hem för att bilda det nya partiet Nya högern.

## Politisk plattform
Judiskt hem motsätter sig en självständig palestinsk stat, vill utöka de israeliska bosättningarna och annektera merparten av Västbanken.
Ekonomiskt vill partiet bryta upp statliga monopol och begränsa fackföreningars inflytande på arbetsmarknaden.